# Julien Warnant
Jean Julien Warnant (Hoei, 25 juni 1835 - Luik, 15 november 1910) was een Belgisch volksvertegenwoordiger en burgemeester.

## Levensloop
Hij was een zoon van de juwelier Julien-Joseph Warnant en van Marie-Josèphe Henrotay. Hij trouwde met Herminie Baudriaye.
Hij promoveerde tot doctor in de rechten (1859) aan de Universiteit van Luik en vestigde zich tot aan zijn dood als advocaat in Luik. Hij werd tweemaal stafhouder van de Luikse balie.
Op het lokale vlak werd hij verkozen in de gemeenteraad van Luik en was er achtereenvolgens raadslid (1866-1899), schepen (1867-1870) en burgemeester (1884-1885).
In 1876 werd hij verkozen tot liberaal volksvertegenwoordiger voor het arrondissement Luik en vervulde dit mandaat tot in 1894.
Hij was verder ook:
- voorzitter van de Berg van barmhartigheid van Luik,
- ondervoorzitter van het Koninklijk Muziekconservatorium in Luik,
- bestuurslid van de nijverheidsschool in Hoei.